# Иваново-Вознесенские стачки

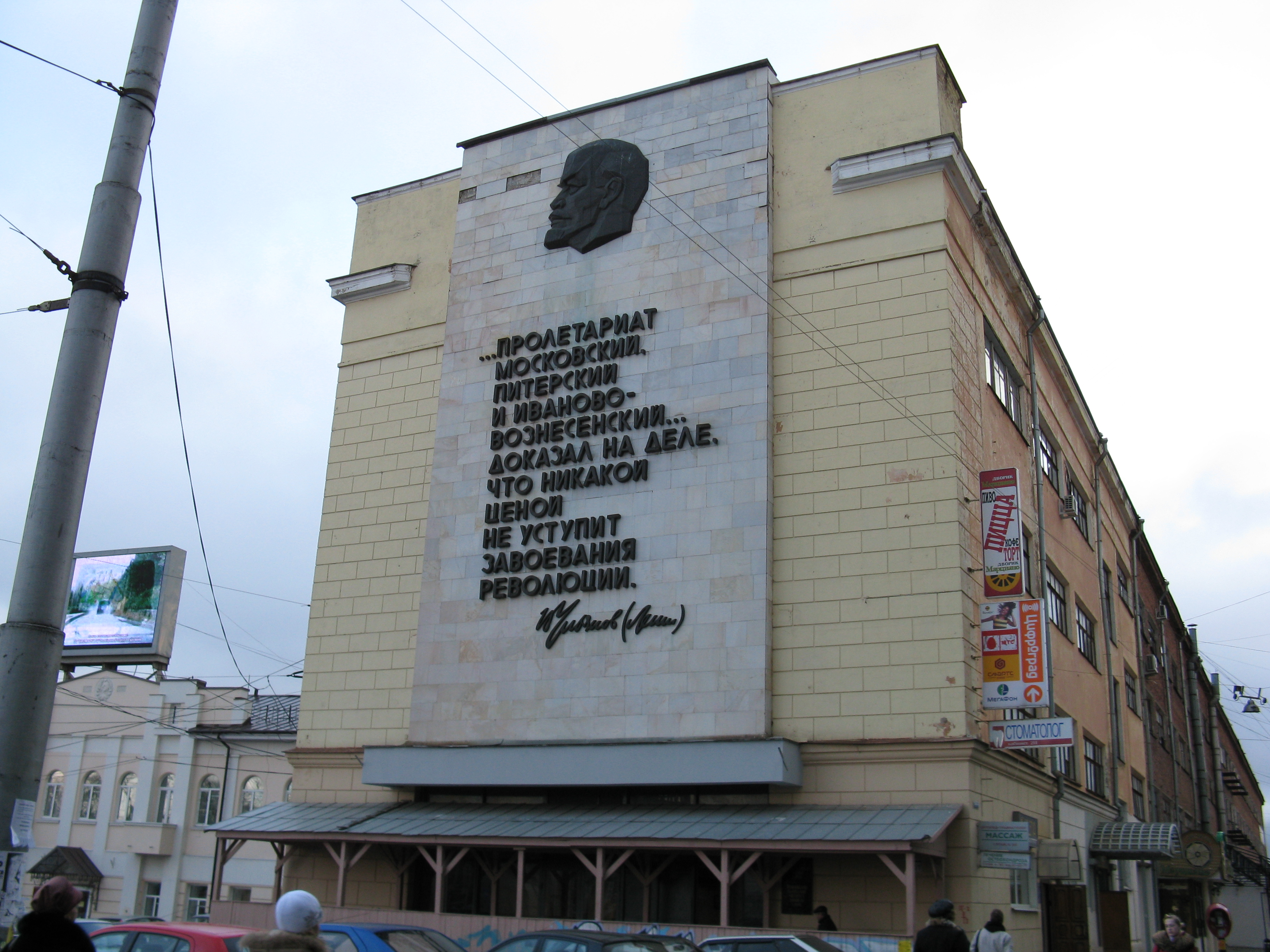
Панно с цитатой В. И. Ленина.

Иваново-Вознесенские стачки — массовые забастовки рабочих Иваново-Вознесенска (ныне город Иваново) конца XIX, начала XX века.

## Положение рабочих
Основной причиной массовых выступлений было тяжёлое положение большинства обычных рабочих: низкая заработная плата и тяжёлые условия труда.
Иваново-вознесенские рабочие подвергались жесточайшей эксплуатации. По уровню заработной платы они уступали не только рабочим Санкт-Петербурга и Москвы, но и многим другим городам России.
По статистическим данным, среднемесячный заработок квалифицированных текстильщиков и рабочих массовых профессий, в частности старших рабочих-красковаров, отбельщиков, красильщиков, составлял 18—22 рубля; прядильщиков на мюлях — около 25 рублей, на ватерах — 16 рублей, на банкаброшах — 14 рублей, ткачей на сдельных работах — до 14 рублей, разнорабочих — от 9 до 14 рублей. Особенно низкой была зарплата женщин-разнорабочих — 9—12 рублей в месяц и подростков, которым хозяева длительное время платили как ученикам — от 3 до 6 рублей в месяц.
Рабочий день на фабриках Иваново-Вознесенска в 1870-1880-х годах длился по 12-14 часов в сутки. В 1897 году под давлением стачек был принят закон, который ограничил рабочий день до 11,5 часов для мужчин, а для женщин и детей — до 10 часов, но никак не ограничил сверхурочные работы, что по существу сводило на нет ограничение рабочего времени. Из-за низкой тарификации оплаты многие текстильщики сами работали сверхурочно, так как такая работа оплачивалась по двойному тарифу.
Работать на местных фабриках приходилось в тяжёлых условиях. Исследователь жизни текстильщиков Н. Воробьев, в 1905 году опубликовавший об этом статью в журнале «Образование», так характеризовал условия, в которых работали текстильщики ситцепечатных фабрик: 

«В отбельном отделении и на плюсовке рабочие употребляют противоядие — молоко или лук, так как воздух, насыщенный едкими ядовитыми газами, действует как острая отрава; рабочие часто впадают в обморок. В сушильном отделении работы производятся при температуре, доходящей до 60°, рабочие снимают во время работы рубашки. На мойных машинах рабочий не может работать больше двух лет. В химической лаборатории — те же невыносимые условия, как и в отбельном и плюсовочном отделениях. У прессовальщиков, которым приходится работать рельефы с помощью „крепкой водки“ (смесь кислот), обыкновенно вываливаются зубы. Ещё молодой рабочий, проработавший прессовальщиком 14 лет, потерял все коренные зубы. Воздух в помещениях прессовальныx отделений до такой степени пропитан парами, что газетная бумага желтеет через 2—3 часа».
Профессиональной болезнью текстильщиков была чахотка — туберкулёз лёгких. Также, из-за экономии производственной площади, станки устанавливались близко друг к другу, что приводило к скученности и повышенному травматизму рабочих. После получения травмы или увечья рабочий мог рассчитывать только на единовременную выплату пособия, ни о какой пенсии речь не шла.
На предприятиях процветала система штрафов, которая была весомой доходной частью фабрикантов. Рабочих штрафовали по любому поводу. Для этого использовались позволявшие широко их трактовать такие пункты табеля о штрафах, как за «дерзкие слова и поступки» за «оскорбление старшего», за «дерзость и дурное поведение». Штрафовались рабочие и за «нарушение в помещениях тишины и спокойствия», за «несоблюдение в фабричных и жилых помещениях чистоты и опрятности», за «принос с собой спичек», за «непосещение церкви» и прочее. О том, что штрафы давали значительный доход хозяевам, свидетельствуют данные о подсчёте штрафовых наказаний рабочих фабрики Товарищества Иваново-Вознесенской мануфактуры: в 1908 году с них было взято 46 609 штрафов, следовательно, каждый рабочий в среднем был подвергнут штрафам не менее десяти раз. Сохранившиеся как свидетельства истории расчётные книжки рабочих фабрики Куваева за 1901—1905 года подтверждают, что рабочий при месячном заработке от 9 до 10 рублей 50 копеек должен был отдавать в виде штрафа от трети до половины заработка.
Высокооплачиваемые мастеровые могли позволить себе жить в своих собственных домах, имели приусадебные участки, держали скот, а неквалифицированные рабочие — выходцы из деревни — обычно снимали «угол» у местных жителей. Некоторые фабриканты строили для своих рабочих общежития—бараки. Типичными пролетарскими местечками в Иваново-Вознесенске были Ямы (район современных улиц Громобоя и Калинина), Рылиха (район улиц Суворова и Пролетарской), Боголюбовская слобода (нынешняя Балашовка), Хуторово, Ушаково.

## Первые забастовки
Положение большинства рабочих было неудовлетворительным. Это стало главной причиной забастовочного движения, которое началось в 1870-х годах и постепенно приобретало всё более широкие масштабы. По данным историка-краеведа П. М. Экземплярского, первая стачка случилась в Иваново-Вознесенске в 1871 году на предприятии братьев Гарелиных.
В 1880-х годах рабочие смелее вступали в конфликт с хозяевами, стачки стали более массовыми. 24-25 сентября 1885 года состоялась первая объединённая стачка иваново-вознесенских текстильщиков. Забастовало несколько тысяч ткачей, которые требовали повышения расценок за выполняемые работы и ликвидации ночных смен. Масштабы стачки заставили приехать в Иваново-Вознесенск владимирского губернатора. Для умиротворения ткачей вызвали казаков. Настроенные по-боевому рабочие закидали казаков камнями. В результате текстильщики добились некоторых уступок и повышения заработной платы на 5 %.
В 1892 году в Иваново-Вознесенске возник первый марксистский кружок. Его организовал Ф. А. Кондратьев — студент одного из петербургских вузов. В кружок входили рабочие, наиболее значительную роль среди них играли Михаил Багаев и Николай Кудряшов. С кружком была связана высланная в Иваново-Вознесенск революционерка Ольга Варенцова и городской судья Сергей Шестернин — несмотря на свою службу, марксист по политическим убеждениям. Основной целью создания кружка была пропаганда среди рабочих и вовлечение их в подпольную организацию. В 1893 году революционеры отметили рабочий праздник 1 мая, в этой маёвке участвовали 15 человек. В 1898 году марксистские организации Иваново-Вознесенска и Кохмы объединились в Иваново-Вознесенский комитет Российской социал-демократической рабочей партии (РСДРП).

## 1897—98 года
Забастовка началась 22 декабря 1897 года. Участвовало более 14 тысяч рабочих. Причиной послужили тяжёлые условия труда и сокращение предпринимателями праздничных дней. Рабочие выдвинули ряд экономических требований: сохранение числа праздничных дней, установление контроля рабочими над расходованием штрафного капитала и пр. В руководстве забастовкой участвовали члены иваново-вознесенского «Рабочего союза» (К. Н. Отроков, Д. С. Яшин и другие). Агитацию в ходе стачки вели рабочие Е. Н. Зайцев, К. М. Макаров, А. В. Волков. Стачка отличалась организованностью и упорством. «Союз» поддерживал связь с московским «Союзом борьбы за освобождение рабочего класса». Для подавления стачки 27—28 декабря были направлены 700 солдат и 200 казаков. Несмотря на репрессии, забастовщики добились некоторых уступок от предпринимателей и 13 января 1898 года возобновили работу.

## 1905 год

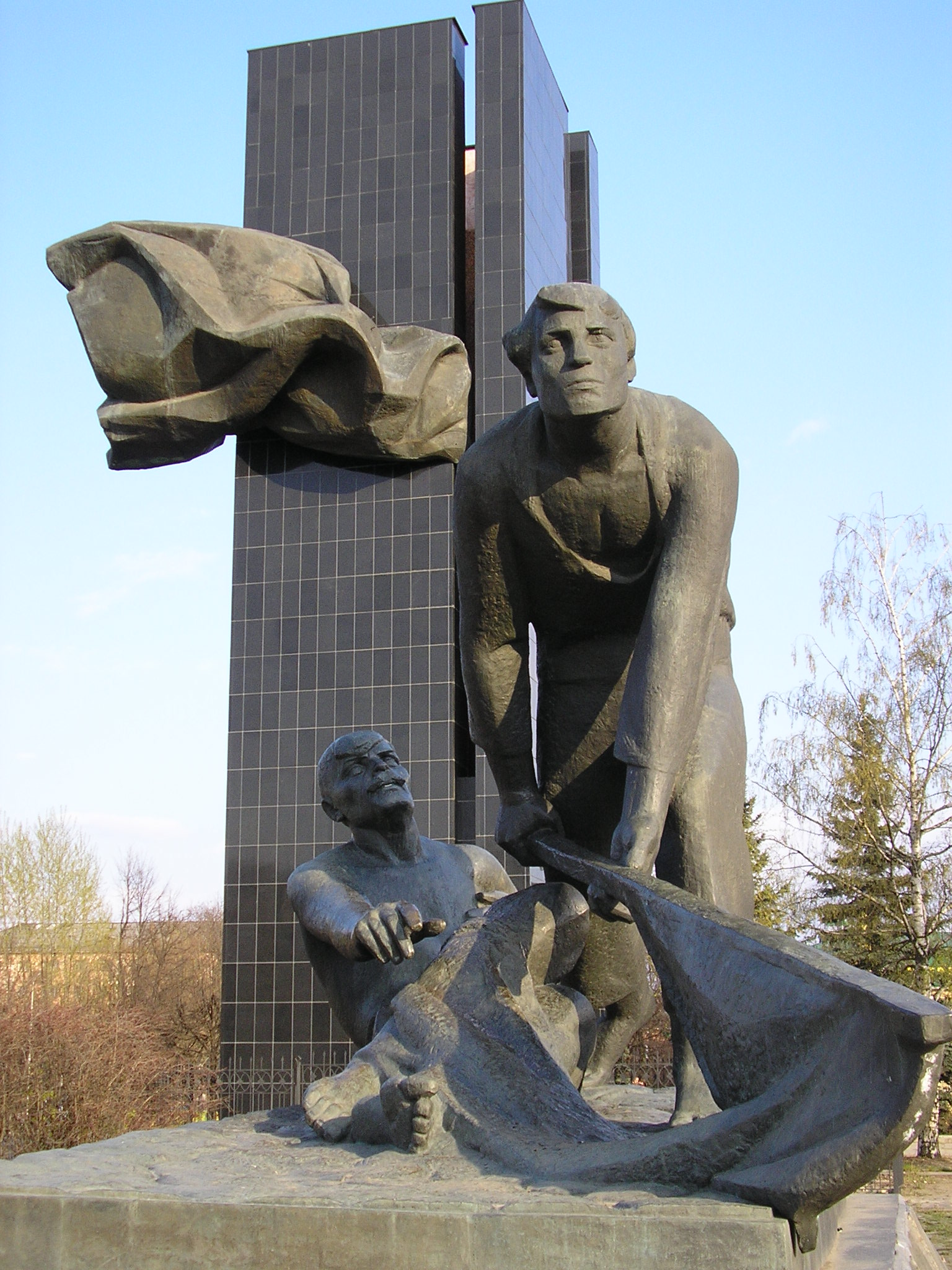
Памятник «Борцам Революции 1905 года». Иваново, Площадь Революции

Стачка 1905 года происходила с 12 мая по 23 июля под руководством большевистской организации, во главе которой были Михаил Фрунзе, в 1905 году ему было 20 лет, Фёдор Афанасьев (Отец), Семён Балашов (Странник). Она началась как экономическая, но вскоре переросла в политическую. В стачке, которая распространилась на весь текстильный район Иваново-Вознесенска, участвовало около 70 тысяч человек. Бастующие требовали восьмичасового рабочего дня, повышения зарплат, отмены штрафов, ликвидации фабричной полиции, свободы слова, союзов, печати, стачек, созыва Учредительного собрания и пр.

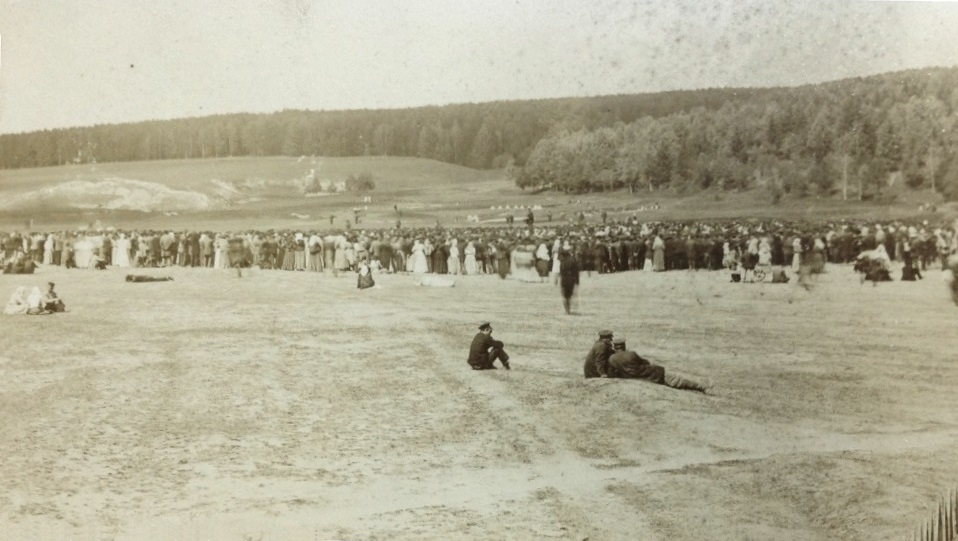
Стачка на Талке, 1905 г.

15 мая рабочие выбрали 151 депутата, создавших Собрание уполномоченных депутатов — фактически первый в России общегородской Совет рабочих депутатов (см. Иваново-Вознесенский общегородской совет рабочих депутатов). В Совете было 57 большевиков, в том числе: Семён Балашов, Евлампий Дунаев, Николай Жиделёв, М. И. Голубева, Фёдор Самойлов, Матрёна Сарментова. Совет действовал как орган революционной власти: осуществлял явочным порядком свободу собраний, слова, печати, устанавливал революционный порядок в городе, принимал меры по оказанию помощи бастующим и их семьям. Боевую дружину рабочих возглавлял большевик Иван Уткин (Станко).
Царские власти применили войска. 3 июня у реки Талка, на месте собраний рабочих, были расстреляны участники митинга. Всеобщая забастовка продолжалась 72 дня. Лишь голод принудил рабочих удовлетвориться частичными уступками предпринимателей и возобновить работу.
В честь событий 1905 года на месте расстрела рабочих в Иванове был сооружён мемориальный комплекс «Красная Талка». Также в память о кровавых событиях в начале 50-х годов были названы улица и переулок в Советском районе на востоке города.
На Площади Революции установлен Памятник «Борцам Революции 1905 года», который был открыт 29 мая 1975 года.

## 1915 год

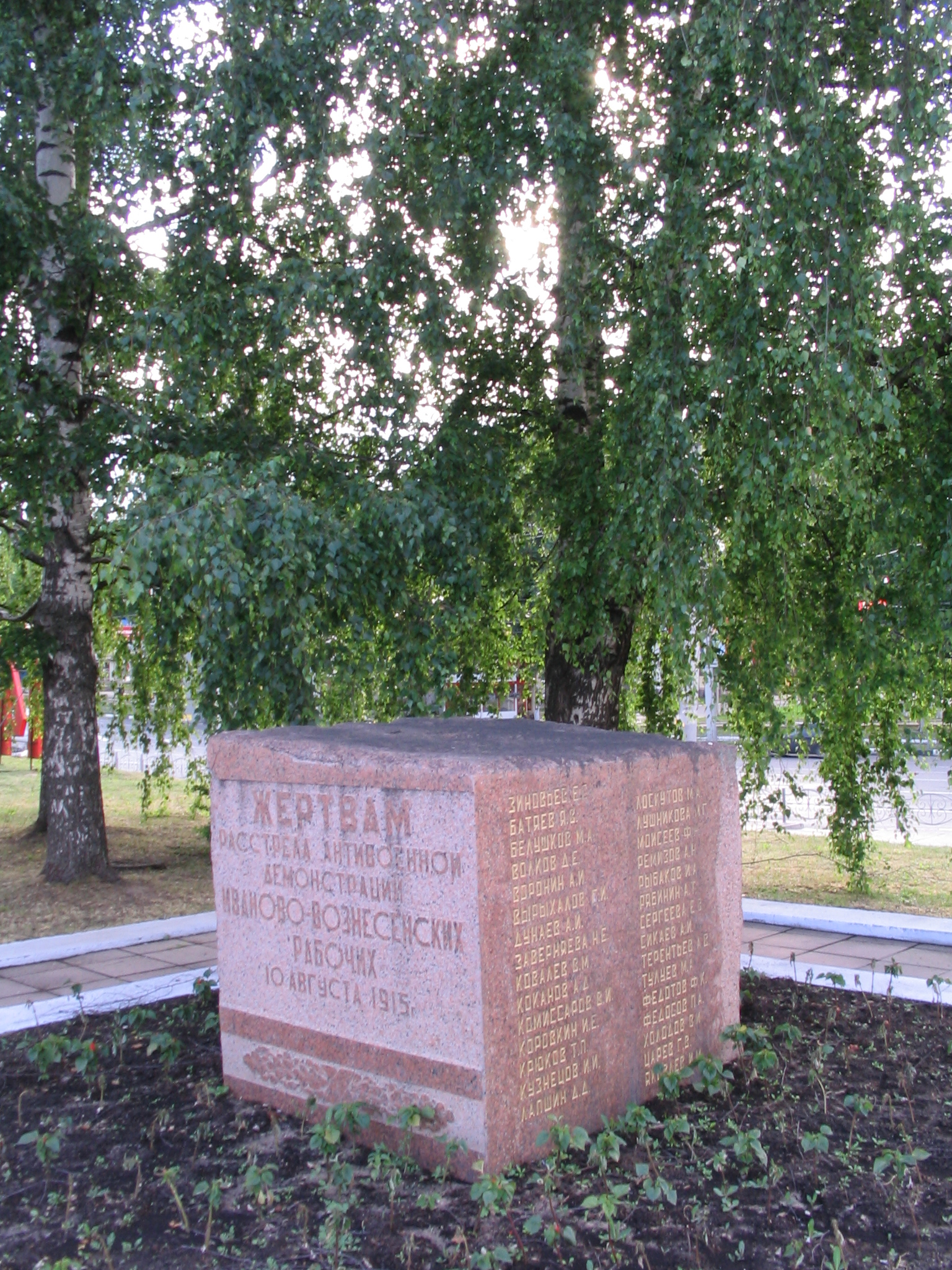
Памятный камень «Жертвам расстрела антивоенной демонстрации Иваново-Вознесенских рабочих 10 августа 1915 года». Иваново, Площадь Революции.

Стачки проходили 25—30 мая и 10—13 августа во время Первой мировой войны. Начавшаяся на Куваевской и Покровской мануфактурах забастовка 27 мая приняла всеобщий характер — бастовали почти все фабрично-заводские рабочие города. Под руководством большевиков они добились некоторого повышения зарплаты и снижения цен на хлеб. 10 августа в ответ на арест 20 передовых рабочих и руководителей большевистской организации: Г. Д. Рыбина, Н Е. Краснова, И. И. Черникова и др. вспыхнула новая всеобщая стачка. Участвовало свыше 25 тысяч человек. В этот день многотысячная толпа направилась к тюрьме и была встречена войсками, открывшими огонь по толпе. Около 100 рабочих было убито и ранено. Но стачка продолжалась — рабочие не приступали к работе до 14 августа, выдвинув лозунги «Долой царя!», «Долой войну!».
Расправа с иваново-вознесенскими рабочими вызвала стачки протеста в Петрограде, Москве, Туле, Харькове и послужила началом массовых политических выступлений пролетариата России осенью 1915 года.
В честь событий августа 1915 года, 27 апреля 1918 года Иваново-Вознесенский горисполком переименовал Приказной мост в Красный, улицу Кокуй — в улицу 10-го Августа 1915 года. 23 августа 1924 года, останки убитых во время этих событий были перенесены с кладбища на Площадь Революции в братскую могилу, рядом с которой был установлен памятный обелиск. Позднее обелиск был снесён, а на его месте установлен мемориальный камень на котором высечены имена погибших.
30 августа 1977 года на торцевой части Дома Советов (площадь Революции), обращенной к проспекту Ленина, было установлено монументальное панно с барельефом Ленина и его высказыванием, подчеркивавшем значимость Иваново-Вознесенских событий в истории революционного движения: 

«…Пролетариат московский, питерский и иваново-вознесенский… доказал на деле, что никакой ценой не уступит завоевания революции».— Ульянов (Ленин)